# Garganta del Salto del Tigre

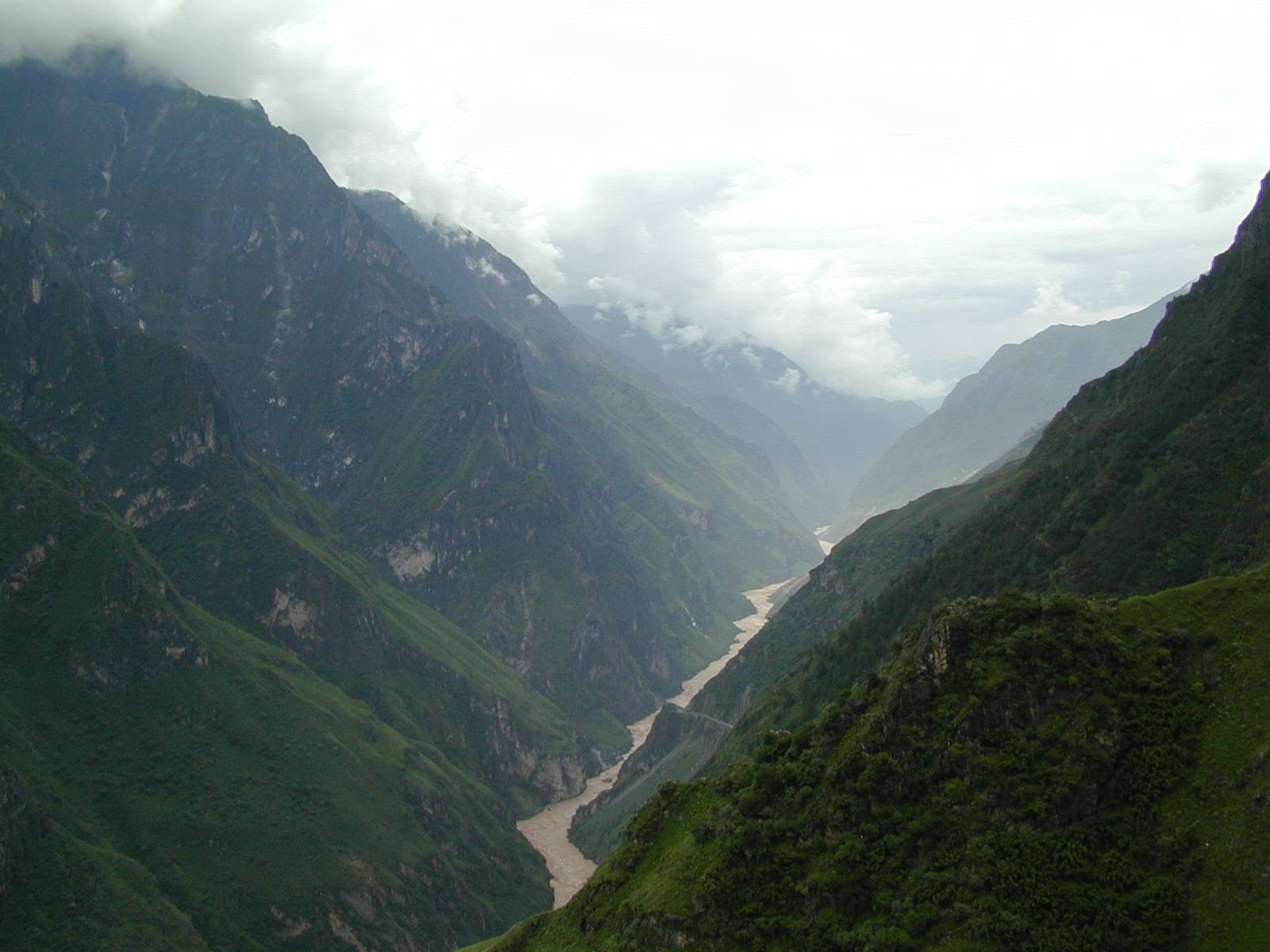
Vista del cañón, con el Yulong Xue Shan a la izquierda, y Haba Xue Shan a la derecha.

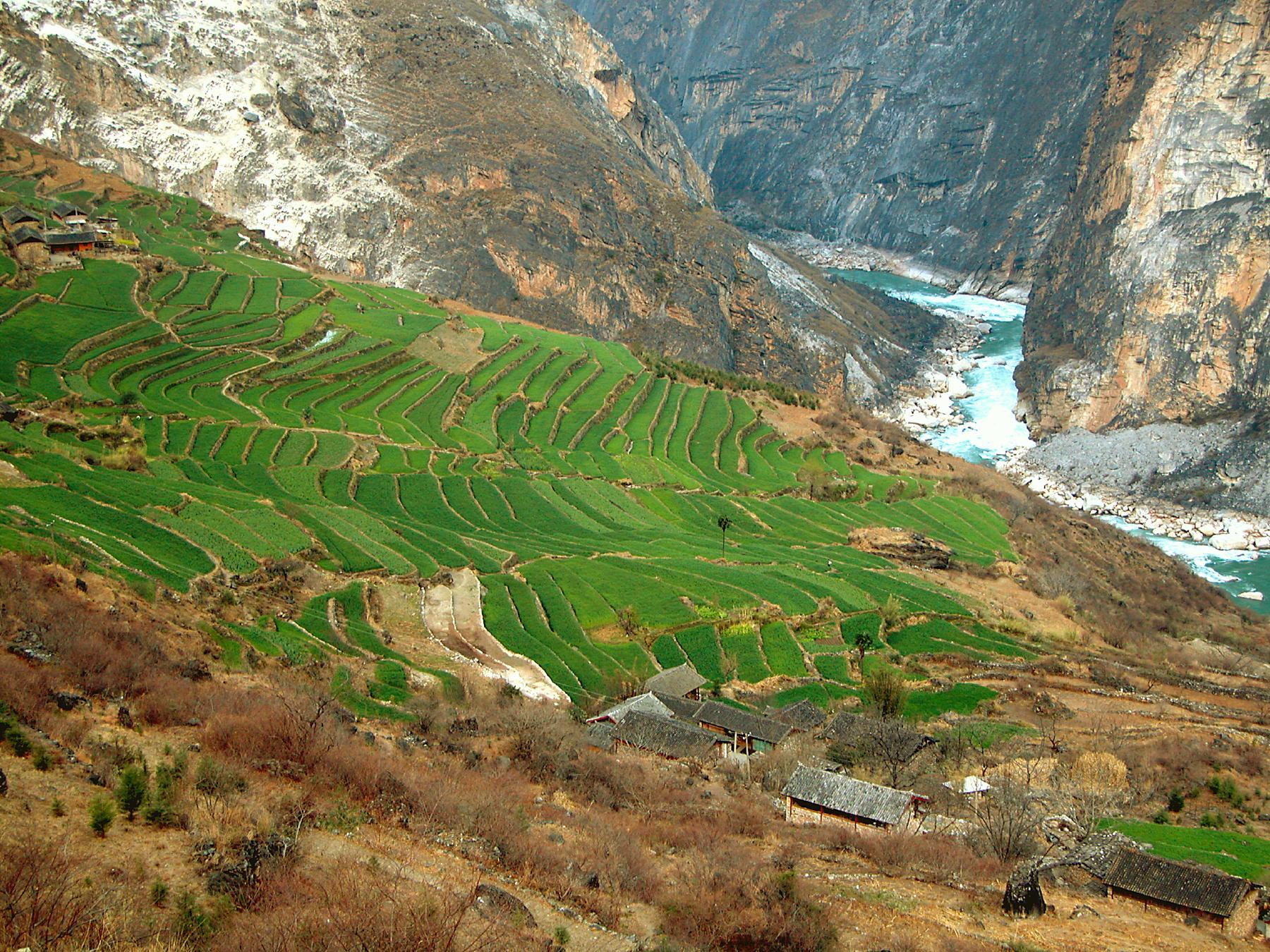
Cultivos en terrazas en las gargantas del Salto del Tigre.

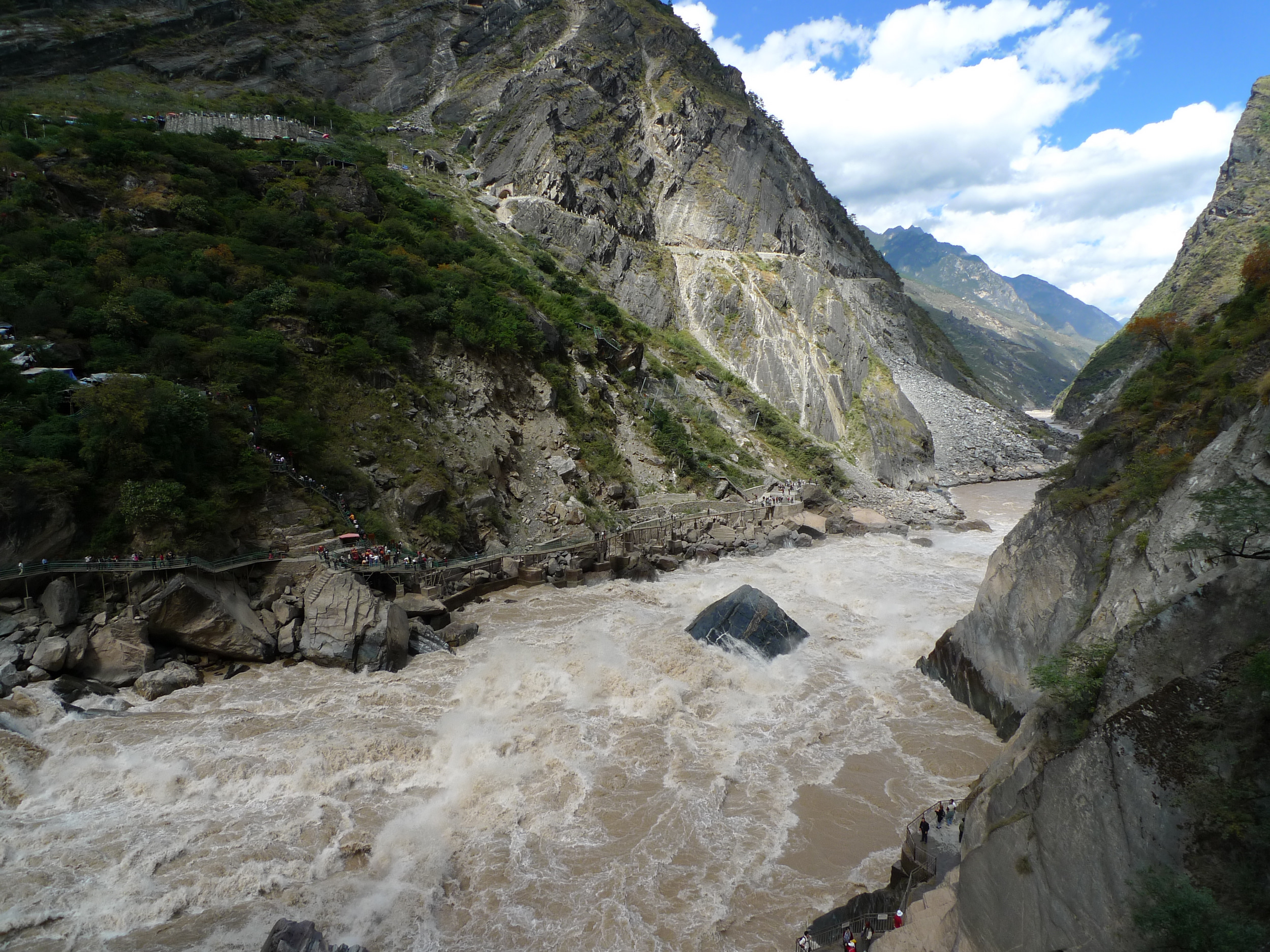
Garganta del Salto del Tigre

Las gargantas del Salto del Tigre son unos cañones en el río Yangtsé (conocido en esta región con el nombre de Jinsha Jiang), situado a 60 km al norte de la ciudad de Lijiang en la provincia china de Yunnan. Fue nombrada en el año 2003 por la UNESCO como Patrimonio de la Humanidad dentro de la denominación: Áreas protegidas de los tres ríos paralelos de Yunnan.
Durante 16 km de largo, las gargantas permiten el paso del río 
entre los dos 
picos el Yulong Xue Shan de 5596 m y el Haba Xue Shan de 5396 m, en una serie de rápidos, rodeados de empinados escarpes de 2000 m de alto, siendo el cañón de río más profundo del mundo. Su nombre hace referencia a la leyenda que cuenta cómo para escapar de un cazador, un tigre saltó el cañón en su punto más estrecho (de 25 a 30 m).
Los habitantes oriundos son las poblaciones Naxi, que viven en algunos pequeños pueblos a lo largo de las quebradas. Sus principales medios de vida son la producción de cereales y las excursiones de los extranjeros.
Las gargantas no son navegables. A principios de 1980, cuatro excursionistas temerarios intentaron su descenso en ráfting, pero nunca nadie los volvió a ver. El primer descenso conocido que tuvo éxito data de 1986, fue llevado a cabo por la expedición que descendió el Yangtsé en su totalidad, desde su nacimiento en el lago glaciar Gelandandong hasta su delta en el mar de China Oriental.
Es posible recorrer todo el cañón a pie. El sendero, a mitad de la ladera, va desde la ciudad de Quiaotou a Daju. Está bien mantenido y los Naxi lo utilizan en su vida cotidiana. Permite descubrir una sorprendente variedad de micro-ecosistemas, numerosas cascadas, y magníficas vistas de las gargantas. Los alojamientos para los excursionistas, que se encuentran regularmente a lo largo del sendero, están generalmente mal acondicionados, y el tiempo es impredecible en la alta montaña, por lo que se recomienda encarecidamente no hacer este recorrido más que fuera de la estación de las lluvias.
La carretera construida a menor altitud está frecuentemente bloqueada por los deslizamientos, y algunas partes pueden estar sumergidas bajo las aguas del río. En el punto donde el camino se une a la carretera es posible descender hasta la orilla del agua, cerca del acantilado del Salto del Tigre, donde el tigre de la leyenda habría saltado al otro lado del río. En el interior y en los alrededores de las gargantas se extraen gran variedad de cristales naturales.
Hay proyectos gubernamentales para construir una serie de represas en el río para la generación de electricidad, resultando de ello el desplazamiento de alrededor de 100.000 personas y la desaparición bajo las aguas del sitio único de las gargantas del Salto del Tigre.